# Jaskinia w Zamczysku (Zamczysko)
Jaskinia w Zamczysku – jaskinia w masywie Łysiny zwanej też Ścieszków Groniem (775 m n.p.m.) w Paśmie Łysiny w Beskidzie Małym. Długość korytarzy wynosi 26 m, głębokość 8,5 m.

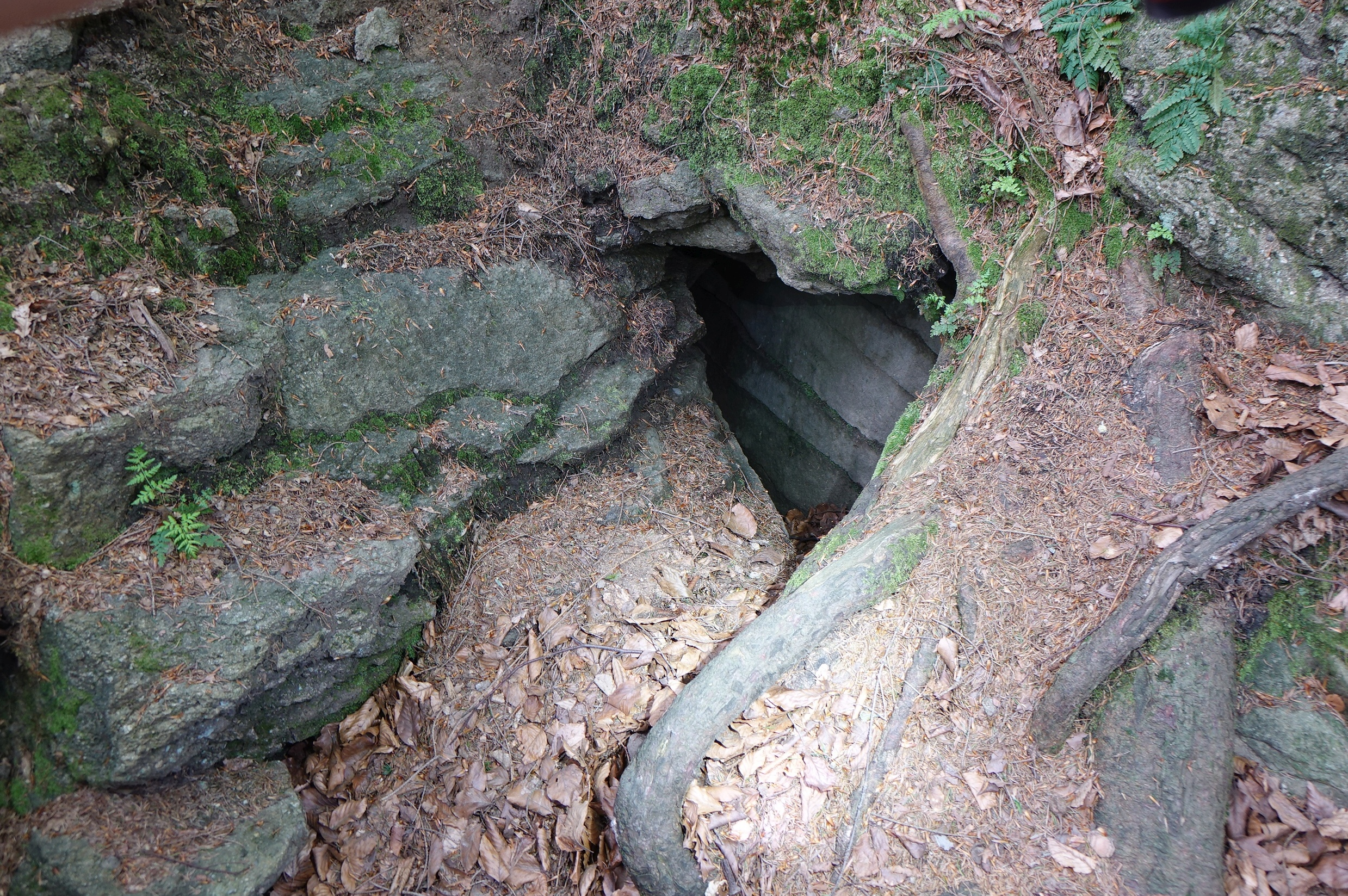
Wejście do jaskini

Jaskinia znajduje się na terenie wsi Kocierz Rychwałdzki w województwie śląskim, w powiecie żywieckim, w gminie Łękawica. Wejście do jaskini leży na wysokości 730 m n.p.m. w grupie skał, zwanych Zamczyskiem, na południowym stoku nieco poniżej szlaku turystycznego, po prawej stronie wyraźnego rowu rozpadlinowego.
Wejście do jaskini ma postać niskiego przełazu, za którym jest próg o wysokości 2 m, a poniżej progu szczelina, w środkowej części rozszerzająca się. Ze szczeliny bardzo ciasne przejście prowadzi do salki o pochyłym dnie i długości około 3 m. Na końcu salki jest studzienka o głębokości 2,5 m. Czuć w niej przewiew powietrza. Ze studzienki przez zacisk można przejść do równoległej szczeliny o długości 4 m i szerokości 0,5–0,9 m, ku górze zwężającej się i wychodzącej na zewnątrz niewielkim otworem. W jaskini znajduje się jeszcze niewielki, zawaliskowy korytarzyk.
Jaskinia powstała w piaskowcach istebniańskich wskutek osuwu skał. Na jej dnie przy otworze wejściowym jest próchnica, w pozostałych częściach jest skalny rumosz. Ściany miejscami są wilgotne i są na nich pająki.
Jaskinia nie była wcześniej wzmiankowana w literaturze. Odnaleźli ją i odgruzowali w październiku 1999 r. Cz. Szura i W. Szura.
Od 2009 r. kompleks skał zwany Zamczyskiem (wraz z Jaskinią Lodową) objęty jest ochroną. Jest to stanowisko dokumentacyjne „Zamczysko na Ściszków Groniu”.